# Taffs Well
Taffs Well är en community i Storbritannien.   Den ligger i kommunen Rhondda Cynon Taf och riksdelen Wales, i den södra delen av landet, 220 km väster om huvudstaden London. 
Communityn består av byarna Taff’s Well och Nantgarw, ett antal mindre byar och omgivande landsbygd.